# Fournel (rivière)
Pour les articles homonymes, voir Fournel.
Le Fournel est une rivière torrentielle des Hautes-Alpes, sous-affluent du Rhône par la Durance.
En 1958, la haute vallée du Fournel fut envisagée comme site d'essais nucléaires
.

## Géographie
Le Fournel est une rivière torrentielle du sud-est de la France. Elle traverse la commune de L'Argentière-la-Bessée, avant de se jeter dans la Durance.
La longueur de son cours d'eau est de 19,1 km.

### Commune et canton traversés
Localisé dans le seul département des Hautes-Alpes, le Fournel traverse uniquement la commune de L'Argentière-la-Bessée, dans le canton de L'Argentière-la-Bessée (arrondissement de Briançon).

### Bassin versant
Le Fournel traverse une seule zone hydrographique La Durance de la Gyronde à la Biaysse incluse (X013) de 1 107 km2 de superficie. Le bassin versant du Fournel est voisin de 65 km2. Tous ses affluents sont sur la commune de L'Argentière-la-Bessée.

## Affluents
Le Fournel a huit affluents référencés :
- le Béal du Riou Charvey (rg), 1,8 km sur la seule commune de L'Argentière-la-Bessée.
- le torrent de Malafouasse (rg), 1,5 km sur la seule commune de L'Argentière-la-Bessée.
- le torrent de la Folie (rg), 1,6 km sur la seule commune de L'Argentière-la-Bessée.
- le ravin de Rivas (rg), 1,7 km sur la seule commune de L'Argentière-la-Bessée. avec un affluent :
  - le torrent des Casses (rd), 1,3 km sur la seule commune de L'Argentière-la-Bessée.
- le torrent du Combal (rg), 1,9 km sur la seule commune de L'Argentière-la-Bessée.
- le torrent de Crouzet (rd), 4,1 km sur la seule commune de L'Argentière-la-Bessée.
- le torrent de Couelmian (rd), 1,9 km sur la seule commune de L'Argentière-la-Bessée.
- le torrent de l'Eychaillon (rg), 1,8 km sur la seule commune de L'Argentière-la-Bessée.

Son rang de Strahler est de trois.